# Exodus (bok, 2002)
Exodus är en science fiction-roman av Julie Bertagna publicerad i augusti 2002. Handlingen äger rum på en ö med interna problem på grund av den stigande kustlinjen vars orsak är de smältande polerna. År 2004 kom boken ut i svensk översättning av Leif Jacobsen.

## Handling
Mara Bell är 15 år och har levt hela sitt liv på den ensliga ön Wing. De senaste åren har ön tappat all kontakt med omvärlden och nu rapporterar fiskare att det inte längre finns något land i sikte.
Vattnet håller på att stiga och hårdare stormar håller öborna inomhus. Snart är det hav överallt. Människorna har inte värnat tillräckligt om Jorden och nu smälter de stora isarna och landmassorna översvämmas av vatten.
Men Mara finner ledtrådar som tyder på att det finns en ny värld med städer byggda högt över ovan havet. Kan det vara möjligt?
Öborna sätter sitt hopp till Maras berättelse och i ett desperat försök att överleva lämnar Mara och delar av ön Wings befolkning sina hem och ger sig ut i båtar på öppet hav.
Året är 2099 och världen håller på att drunkna.